# Hřbitovní kaple (Königstein)
Hřbitovní kaple ve městě Königstein (německy Friedhofskapelle Königstein) je novorománsko-novogotická funerální stavba postavená roku 1880 na místním městském hřbitově.

## Historie
Původní königsteinský hřbitov se nacházel poblíž pevnosti. Nový městský hřbitov v ulici Goethestraße, umístěný jižně od městského kostela Panny Marie, byl založen v roce 1782. Starý hřbitov vedle pevnosti byl následně sekularizován. Na městském hřbitově byla roku 1880 postavena hřbitovní kaple. Ta se dochovala v původní podobě a slouží k poslednímu rozloučení se zemřelými. Kaple je chráněná jako kulturní památka pod číslem 09222858, hřbitov s náhrobky je zapsán samostatně pod číslem 09301197.

## Popis
Hřbitovní kaple je sálová stavba postavená z pískovcových kvádrů a spojuje v sobě prvky novorománského a novogotického slohu. Stojí na obdélném půdorysu a zakončuje ji trojboký, opěráky doplněný presbytář směřující na jih. Okna zakončuje půlkruhový oblouk. Průčelí se štítem dominuje zdobený portál s medailonem a dřevěnými dveřmi s odsazeným záklenkem. Sedlová střecha bez sanktusníku je doplněna vikýři. Západní zeď doplňuje krypta rodinny Schumannových.

## Hřbitov
Hřbitov je situovaný ve svahu a jeho východní hranici tvoří ulice Goethestraße. Památkově chráněné jsou márnice, hroby z 19. a počátku 20. století, včetně sítě cest a lipového stromořadí.

## Galerie

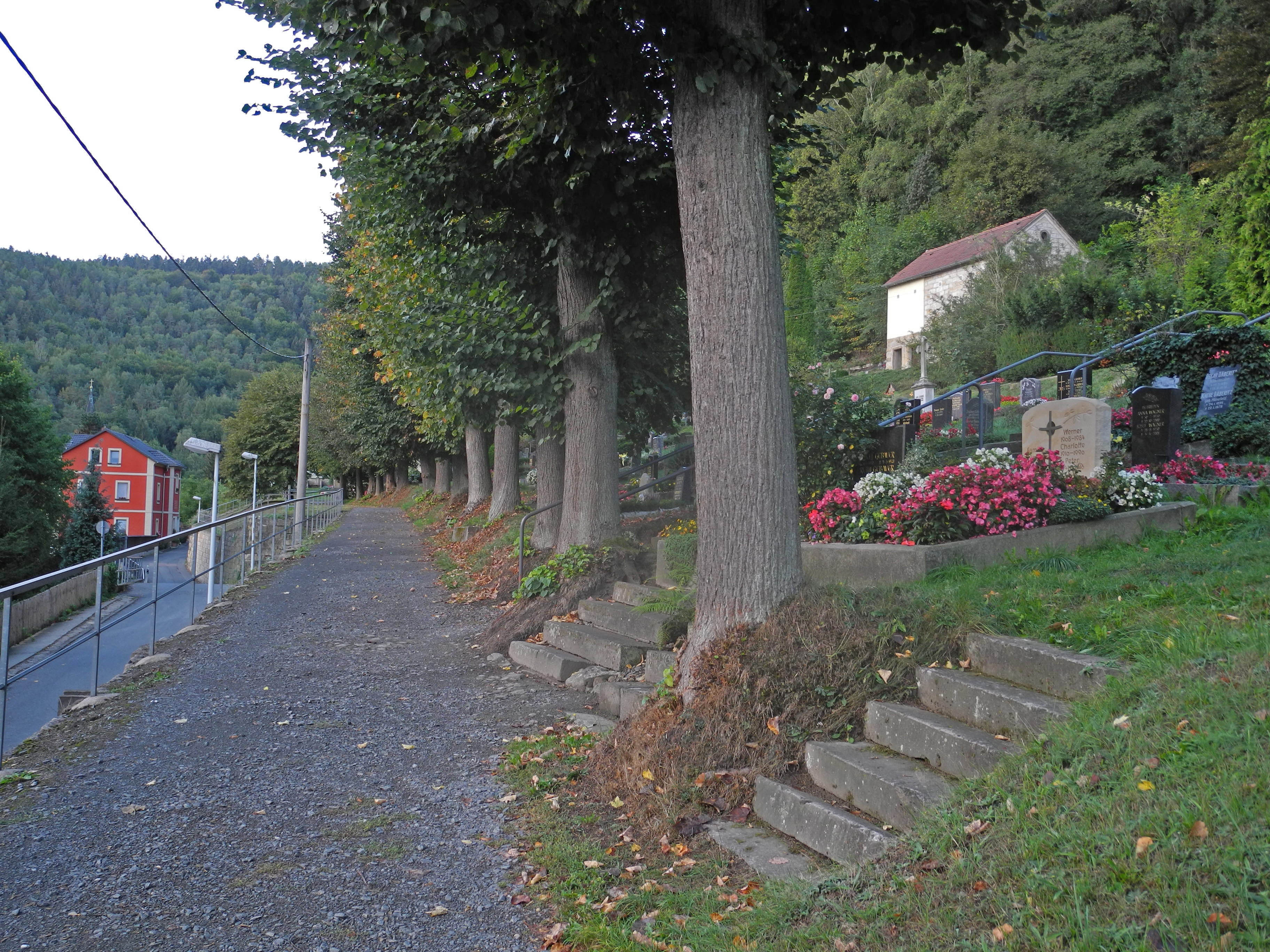
Cesta s lipovým stromořadím
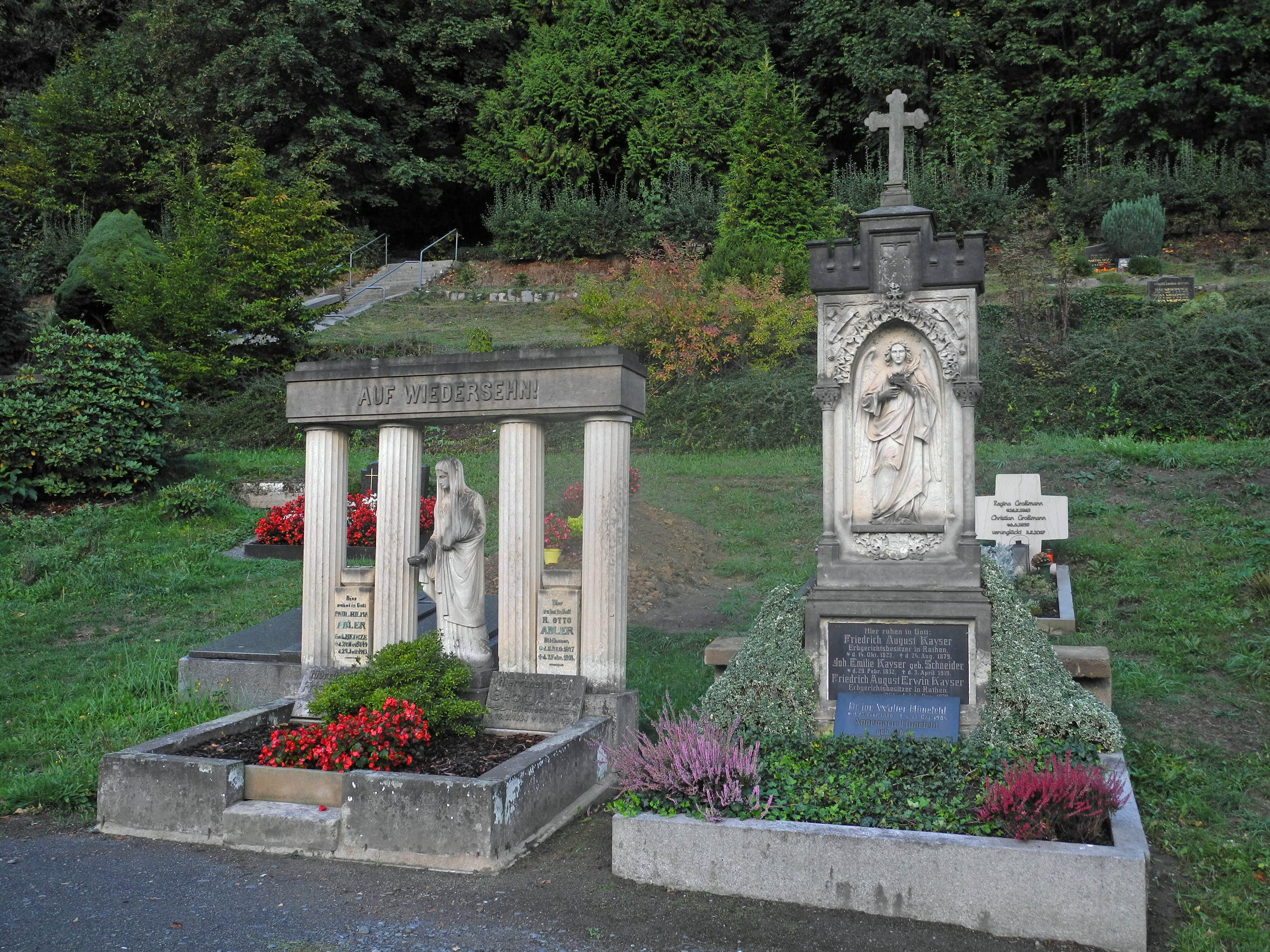
Náhrobky
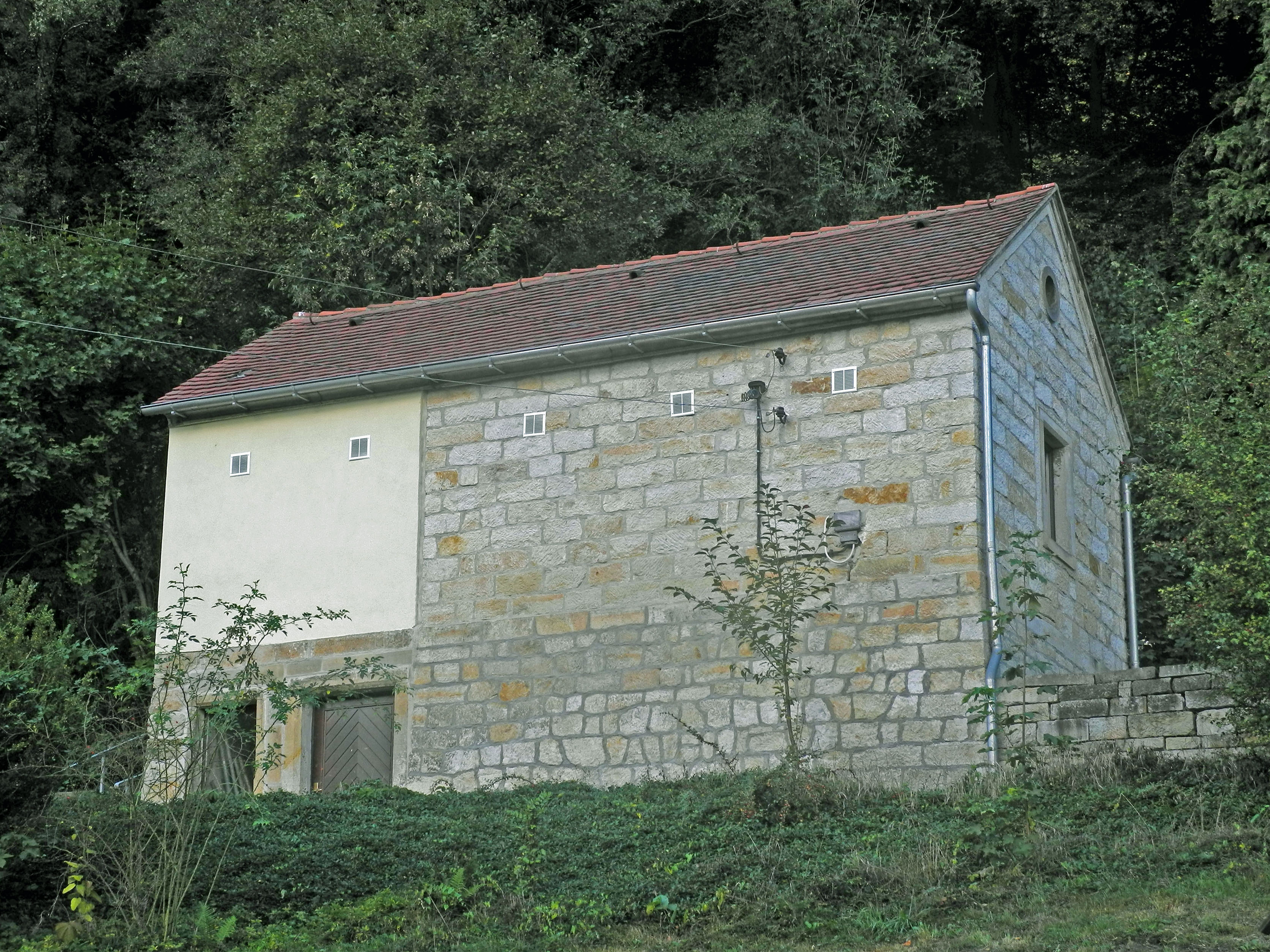
Márnice